# Bolteria nevadensis
Bolteria nevadensis är en insektsart som beskrevs av Knight 1971. Bolteria nevadensis ingår i släktet Bolteria och familjen ängsskinnbaggar. Inga underarter finns listade i Catalogue of Life.